# Mark Little
Mark Little, född den 20 augusti 1988 i Worcester, är en engelsk fotbollsspelare som spelar för Bristol Rovers. Han har även spelat för det engelska U19-landslaget.

## Karriär
Little slog igenom i Wolverhampton Wanderers och är en produkt av klubbens ungdomsverksamhet. I augusti 2005 skrev han på ett treårskontrakt med Wolves. Hans debut i A-laget skedde mot Darlington i Ligacupen den 23 augusti 2006. Den 10 september fick han göra sin ligadebut borta mot Leeds på Elland Road. 
Under våren 2010 lånades Little ut till Peterborough. Wolves förnyade inte sitt kontraktet med honom och inför 2010/2011 års säsong värvades han till just Peterborough.

### Bristol Rovers
Den 4 juni 2019 värvades Little av Bristol Rovers.